# Последна офанзива в Гражданската война в Испания
Последната офанзива в Гражданската война в Испания се провежда между 26 март и 1 април 1939 г.
На 5 март 1939 г. Републиканската армия, водена от полковник Сехисмундо Касадо и политика Хулиан Бестейро, се разбунтува срещу министър-председателя социалист Хуан Негрин и сформира военна хунта, Съвет за национална отбрана (Consejo Nacional de Defensa или CND), за да преговаря за мир. Негрин бяга във Франция, но комунистическите войски около Мадрид се надигат срещу хунтата, започвайки гражданска война в гражданската война. Касадо ги побеждава и започва мирни преговори с националистите. Франсиско Франко обаче е готов да приеме само безусловна капитулация. На 26 март националистите започват пълномащабна офанзива и до 31 март те контролират цялата испанска територия. Стотици хиляди републиканци са арестувани и интернирани в концентрационни лагери.

## Прелюдия

### Падането на Каталония
След падането на Каталония през февруари 1939 г. военното положение на републиката е безнадеждно. Въпреки че все още има столица и приблизително 30% от испанската територия, тя губи 220 000 войници, вторият най-населен град в страната и индустриалните ресурси на Каталония. Освен това на 27 февруари президентът Мануел Асаня подава оставка. След това Обединеното кралство и Франция признават легитимността на националистическото правителство.

### Военно положение
Републиканската армия все още има между 250 000 и 500 000 души, но само 40 самолета, малко артилерия и малко автоматични оръжия. Много войници са невъоръжени (през декември 1938 г. републиканската армия е с 225 000 пушки) и без обувки и палта. В Мадрид храната е само за два месеца и няма вода, отопление, лекарства или хирургически превръзки. От друга страна, националистическата армия е с повече от един милион души в края на 1938 г., с 35 000 мароканци, 32 000 италианци и 5 000 германци, както и 600 самолета.

### Отказ от съпротива
На 16 февруари висшето командване на републиканската армия съобщава на министър-председателя Хуан Негрин, че по-нататъшна военна съпротива е невъзможна. Повечето от членовете на Републиканската армия, Испанската социалистическа работническа партия, Общия съюз на трудещите се и Националната конфедерация на труда смятат, че е необходимо да се започнат мирни преговори. Въпреки това Негрин, подкрепян от Комунистическата партия на Испания, иска да продължи да се бие, защото Франко не приема да даде гаранции срещу репресии и се смята, че континентална война срещу фашизма е неизбежна. Освен това Негрин иска да организира евакуацията на тези, които са най-застрашени.

## Преврат на Касадо
На 5 март 1939 г. е извършен държавен преврат, организиран в републиканската зона срещу правителството на Хуан Негрин. Извършен е от военни с подкрепата на анархистите и социалистите. Негов водач е командирът на централната армия, Сехисмундо Касадо.
Заговорниците гледат на правителството на Негрин като на една комунистическа диктатура. Повечето стигат до извода, че одобрената от правителството стратегия за непоколебима съпротива срещу националистите няма да доведе до нищо друго освен до нови убийства и страдания, докато войната вече е загубена. Военните и политици планират преврата като първа стъпка към започване на мирни преговори с националистите. За анархистите и социалистите приоритет е премахването на комунистите от власт.
Превратът започва на 5 март, когато бунтовниците обявяват създаването на свое собствено квазиправителство Съвет за национална отбрана (CND), базирано в Мадрид. След няколко часа дискусии правителството на Негрин, по това време близо до град Елда на брега решава, че всякаква съпротива е безсмислена. На следващия ден те напускат Испания. Бунтовниците лесно поемат контрола над всички столици на провинциите с много малко или никакви регистрирани битки. Изключение е Мадрид, където местната комунистическа изпълнителна власт, без да знае за решението на Политическото бюро на партията да избегне кръвопролитието, оказва съпротива. Контролираните от комунистите части, изтеглени от фронтовата линия, поемат контрола над по-голямата част от Мадрид и на 9 март те доближават централата на Съвета за национална отбрана. Въпреки това, контролираните от анархистите части също са изтеглени от фронтовата линия, навлизат в града на 10 март и след 3 дни осигуряват триумфа на бунтовниците. През следващите 3 седмици републиканската зона е управлявана от Съвета за национална отбрана.

## Последна офанзива
На 26 март войските на Хуан Ягуе напредват в Сиера Морена. Без съпротива и за ден те завземат 200 000 км2 земя и 30 000 пленници. Хунтата нарежда на своите войници да не се съпротивляват на настъплението на националистите, а републиканските войници свалят оръжията си и напускат фронта. До 27 март националистите напредват на всички фронтове без никаква съпротива. Корпусът Навара на Хосе Солчага, Италиански експедиционен корпус на Гастоне Гамбара и армията на Маестрасго на Гарсия Валиньо настъпват от Толедо. На 28 март полковник Адолфо Прада, командир на централната армия, се предава на националистическите войски, които превземат Мадрид. Касадо и другите членове на хунтата, с изключение на Бестейро, бягат във Валенсия. На 29 март националистите окупират Хаен, Сиудад Реал, Куенка, Албасете и Сагунт. 50 000 републикански бежанци се струпват на пристанищата на Валенсия, Аликанте, Картахена и Гандия, но без републиканския флот евакуацията им е невъзможна, тъй като френското и британското правителство отказват да организират такава. Само малцинство от онези, които имат пари да платят за преминаване, са евакуирани от британски кораби (между 650 и повече от 3 500), сред които и Касадо. На 30 март националистите окупират Валенсия и войските на Гамбара влизат в Аликанте, обсаждайки 15 000 републикански бежанци. Италианският генерал Гамбара е готов да разреши евакуацията на политическите бежанци, но на 31 март националистическите войски пристигат и поемат юрисдикцията над града от Гамбара. В резултат на това много бежанци се самоубиват, за да избегнат залавяне от националистите. На 31 март националистите превземат и Алмерия, Мурсия и Картахена, контролирайки цялата испанска територия с изключение на района на пристанището на Аликанте, където са се събрали хиляди републиканци, очакващи евакуация. Те започват да се предават на 31 март, но операцията е спряна през нощта. Последните 2 000 се предават на следващата сутрин, а около 25 се самоубиват. До 1 април 1939 г. войната на практика приключва.

## Последици
На 1 април 1939 г., в деня на края на войната, Съветският съюз е единствената голяма сила, която все още не е признала правителството на Франко. Новият режим подписва пакт за ненападение с Португалия и договор за приятелство с Нацистка Германия на 31 март, а на 6 април Франко оповестява придържането на Испания към Антикоминтерновския пакт. На 20 април Комитетът за ненамеса е разпуснат и до юни италианските и германските войски напускат Испания. Франкистката диктатура остава на власт до смъртта на Франко на 20 ноември 1975 г.
Касадо остава в изгнание във Венецуела, докато не се завръща в Испания през 1961 г. Сиприано Мера бяга в Оран и Казабланка, но е екстрадиран в Испания през февруари 1942 г. През 1943 г. той е осъден на смърт, присъда, която е заменена с 30 години затвор. Освободен през 1946 г. и бяга във Франция, където умира през 1975 г. Мануел Гомес е задържан и затворен от националистите и умира в Мадрид през 1956 г. Хулиан Бестейро, все още на поста си в мазето на сградата на приходите на улица „Алкала 7“ в Мадрид, е арестуван от националистите, когато влизат в града и е изправен пред военен съд. Осъден е на 30 години затвор, като умира там от инфекция, причинена от нараняване на ръката му през 1940 г.
Националистите арестуват стотици хиляди републикански войници и цивилни, като 150 000 войници са пленени в последната офанзива и затворени в импровизирани концентрационни лагери. През 1939 г. има между 367 000 и 500 000 затворници. В първите години след войната са екзекутирани 50 000 републикански затворници.